# Isodon henryi
Isodon henryi là một loài thực vật có hoa trong họ Hoa môi. Loài này được (Hemsl.) Kudô mô tả khoa học đầu tiên năm 1929.